# 倉橋ひとみ
倉橋 ひとみ（くらはし ひとみ）は、日本のフィギュアスケート選手（女子シングル）。愛知県出身。1957年全日本選手権3位。フィギュアスケート選手の倉橋新を父に持つ。

## 経歴
1957年、全日本選手権に出場し上野純子、福原美和に続き3位に入る。
1956年、国民体育大会に愛知県代表で出場し、高校女子の部で優勝した。同大会の女子シングルで愛知県代表が優勝するのは初の快挙であった。

## 主な戦績
| 大会/年      | 1956-57 | 1957-58 |
| ------------ | ------- | ------- |
| 全日本選手権 |         | 3       |
| 国民体育大会 | 1       |         |